# Scindapsus latifolius
Scindapsus latifolius — вид квіткових рослин із родини кліщинцевих (Araceae), роду Scindapsus. Це ліана, рідним ареалом якої є пн.-зх. Борнео.